# Itaipu (Niterói)
Pour les articles homonymes, voir Itaipu (homonymie).
Itaipu est un quartier de la ville de Niterói, État de Rio de Janeiro, Brésil.
Itaipu était très développé à la période coloniale (1500-1815), quand il produisait et vendait des produits agricoles à la ville de Rio de Janeiro, à l´autre côté de la Baie de Guanabara. Les industries de salage de poisson, du sucre et de l´eau-de-vie s'y sont développées, mais la crise ultérieure a fait baisser la population et cette activité a décliné. 
Aujourd´hui, le quartier continue à se développer, avec la installation du réseau de l´eau et d´égout et un développement urbanistique rapide.
Le Ipê, le Sagui et l´Urubu sont des espèces typiques de la région.

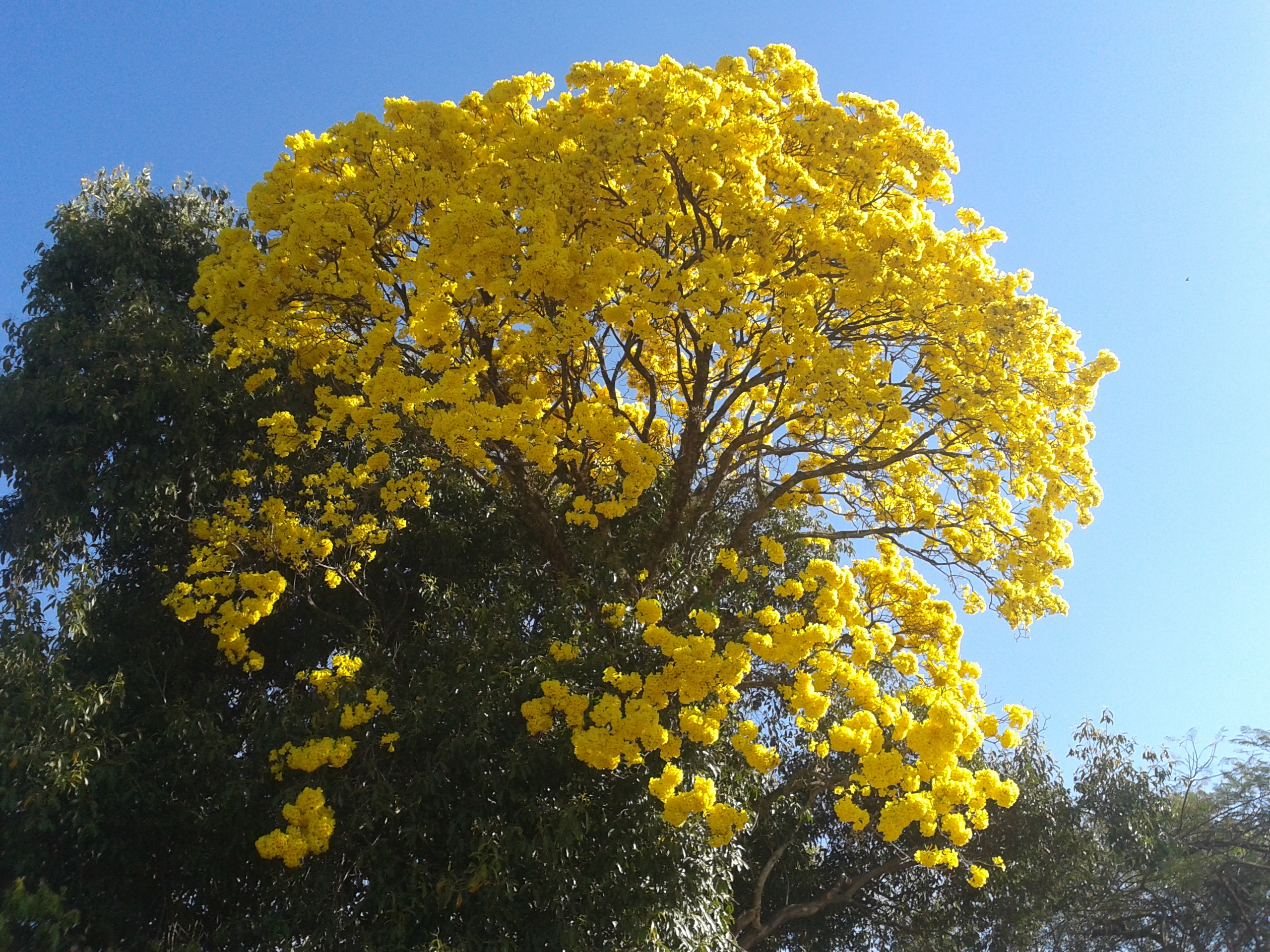
Ipê
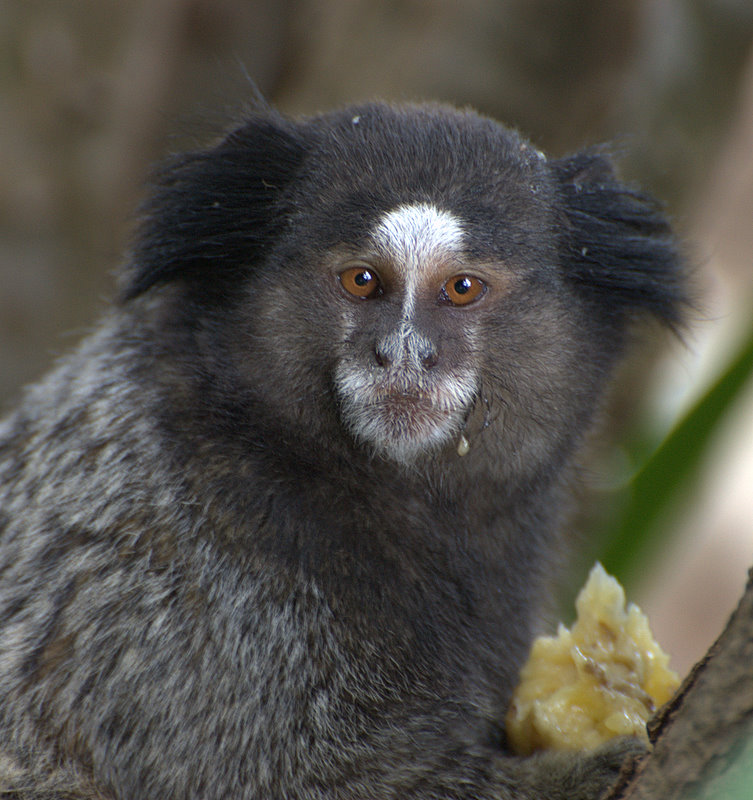
Sagui
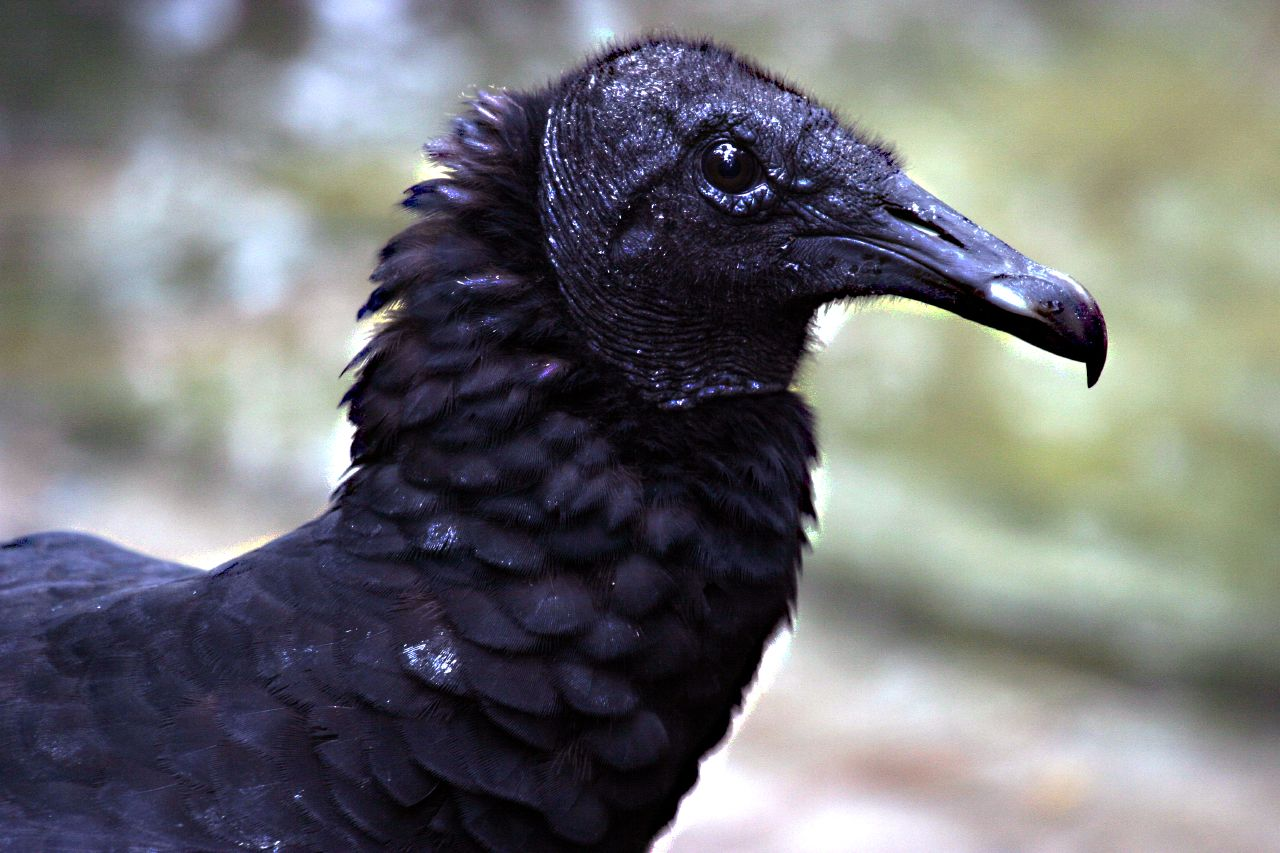
Urubu